# Грибов, Лев Александрович
Лев Александрович Грибов (23 мая 1933, Москва — 11 ноября 2021, там же) — советский и российский физик и физикохимик. Доктор физико-математических наук (1964), профессор, заслуженный деятель науки Российской Федерации (1993), член-корреспондент РАН по Отделению общей и технической химии (1997).

## Биография
Родился в 1933 г. в Москве, где прожил всю жизнь за исключением 2,5 лет эвакуации во время войны. В 1951 г. с золотой
медалью окончил школу № 529.
В декабре 1956 г. окончил физический факультет МГУ, с февраля 1957 г. работал в Институте физической химии АН СССР.
С февраля 1960 г.  работал в ГЕОХИ, где проработал более 50 лет, являлся заместителем директора этого института, с 1977 г. руководил Лабораторией молекулярного моделирования и спектроскопии. В 1961 защитил кандидатскую диссертацию, а в январе 1965 (в возрасте 31 года) — докторскую.
С 1966 по 1985 г. зав. кафедрой физики ТСХА.
Доктор физико-математических наук (1965), профессор (1968). Член-корреспондент РАН (1997). Лауреат Государственной премии России в области науки и техники (1999). Заслуженный деятель науки РФ (1993). Индекс Хирша 28.
Среди учеников Грибова 60 кандидатов и 10 докторов наук.
Скончался 11 ноября 2021 года на 89-м году жизни. Похоронен на Троекуровском кладбище..

## Научная деятельность
Научные работы Грибова посвящены теории строения и спектров молекул и полимеров, аналитической и квантовой химии, химической информатике. Он развил общую теорию молекулярных спектров и применил её для расчета характеристик вещества, в том числе с помощью специально разработанных компьютерных программ. Под его руководством создана экспертная система для целей химического анализа по спектральным данным, разработаны основы применения методов дискретной математики в химии, предложена теория безэталонного спектрального анализа. Ряд работ посвящён теории химических превращений, вопросам переноса энергии в сложных молекулах.

## Награды
- Государственная премия Российской Федерации в области науки и техники (1999)
- Медаль ордена «За заслуги перед Отечеством» II степени (29 января 2016 года)[3]
- Почётный профессор Саратовского госуниверситета

## Публикации
- Смирнов В.Н., Грибов Л.А. Интенсивности в инфракрасных спектрах поглощения многоатомных молекул. // УФН. — 1961. — Т. 75, № 11.
- Грибов Л. А. Теория интенсивностей в инфракрасных спектрах многоатомных молекул. — М.: Изд-во АН СССР, 1963.
- Грибов Л. А. Введение в теорию и расчет колебательных спектров многоатомных молекул. — Л.: Изд-во ЛГУ, 1965.
- Волькенштейн М. В., Грибов Л. А., Ельяшевич М. А., Степанов Б. И. Колебания молекул. — Изд. 2-е. — М.: Наука, 1972.
- Грибов Л. А. Введение в молекулярную спектроскопию. — М.: Наука, 1976.
- Грибов Л. А. Теория инфракрасных спектров полимеров. М.: Наука, 1977.
- Эляшберг М. Е., Грибов Л. А., Серов В. В. Молекулярный спектральный анализ и ЭВМ. — М.: Наука, 1980.
- Л. А. Грибов, В. А. Дементьев. Методы и алгоритмы вычислений в теории колебательных спектров молекул. — М.: Наука, 1981.
- Gribov L.A., Orville-Thomas W.J. Theory and methods of calculation of molecular spectra. — Chichester, N.Y.: John Wiley and Sons, 1988.
- Грибов Л. А., Баранов В. И., Зеленцов Д. Ю. Электронно-колебательные спектры многоатомных молекул. Теория и методы расчета. — М.: Наука, 1997.
- Грибов Л. А., Павлючко А. И. Вариационные методы решения ангармонических задач в теории колебательных спектров молекул. — М.: Наука, 1998.
- Грибов Л. А., Прокофьева Н. И. Основы физики. Учебник для естественно-научных направлений вузов. — Изд. 3-е. — М: Гардарика, 1998.
- Грибов Л. А., Муштакова С. П. Квантовая химия. Учебник для студентов химических и биологических специальностей вузов. — М: Гардарика, 1999.
- Грибов Л. А. От теории спектров к теории химических превращений. — М.:Эдит. УРСС, 2001.
- Грибов Л. А., Баранов В. И., Эляшберг М. Е.. Безэталонный молекулярный спектральный анализ. Теоретические основы. — М.:Эдит. УРСС, 2002.
- Грибов Л. А. Ума холодных наблюдений… — М.: Ноосфера, 2002.
- Грибов Л. А., Баранов В. И. Теория и методы расчета молекулярных процессов: спектры, химические превращения и молекулярная логика. — М.: КомКнига, 2006.
- Грибов Л. А. Колебания молекул. — М.: КомКнига, 2008.